# Nelsenmühle
Die Nelsenmühle ist eine an der Nette gelegene Wassermühle in Nettetal-Breyell mit zwei unterschlächtigen Wasserrädern.

## Geographie
Die Nelsenmühle hat ihren Standort an der Nette, an der Breyeller Straße, im Stadtteil Breyell in der Stadt Nettetal im Kreis Viersen in Nordrhein-Westfalen. Die Nette hat hier eine Höhe von ca. 43 m über NN.
Die Pflege und Unterhaltung des Gewässers obliegt dem Netteverband, der in Nettetal seinen Sitz hat.

## Geschichte
Die Nelsenmühle liegt an der Verbindungsstraße zwischen Lobberich und Breyell, die die Nette überquert und den Windmühlenbruch(see)  vom Nettebruchsee trennt. Sie gehört zum alten jülich’schen Lehnsgut „ten Elsen“, das 1495 bei der Belehnung Wilhelms von Krickenbeck erstmals erwähnt wird. Die Belehnung geschah, kennzeichnend für eine Bannmühle, „met moele end laeten“. 1764 gingen Gut und Mühle in bürgerliche Hände über.
Aus dem Jahre 1835 liegen von der Nelsenmühle folgende Angaben vor: die Mühle hat 2 Wasserräder, 3 Gänge, ferner 1 Gerinne und 1 Wechselwerk für Mehl und Öl. Der Steuerbetrag für die Mühle beträgt 12 Taler.
Nach dem Zweiten Weltkrieg wurde die Mühle mit einer Turbine anstelle eines Wasserrades betrieben. 1963 wurde der Mühlenbetrieb eingestellt. Versuche -nach der Schließung- mit der Turbine Energie zu erzeugen, setzten sich nicht durch. Die Gebäude wurden zu Wohnungen umgebaut.

## Galerie

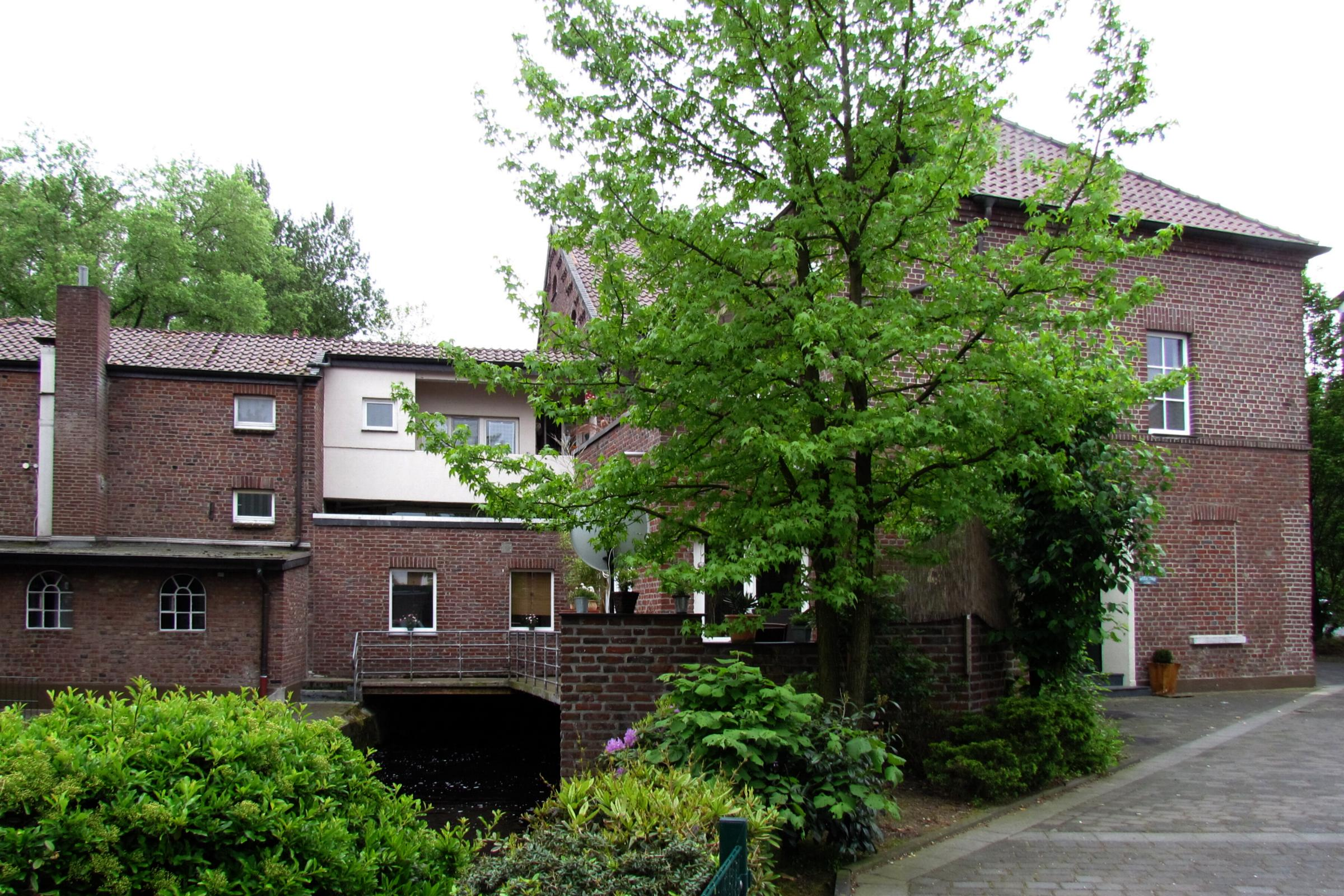
Hofseite der Nelsenmühle
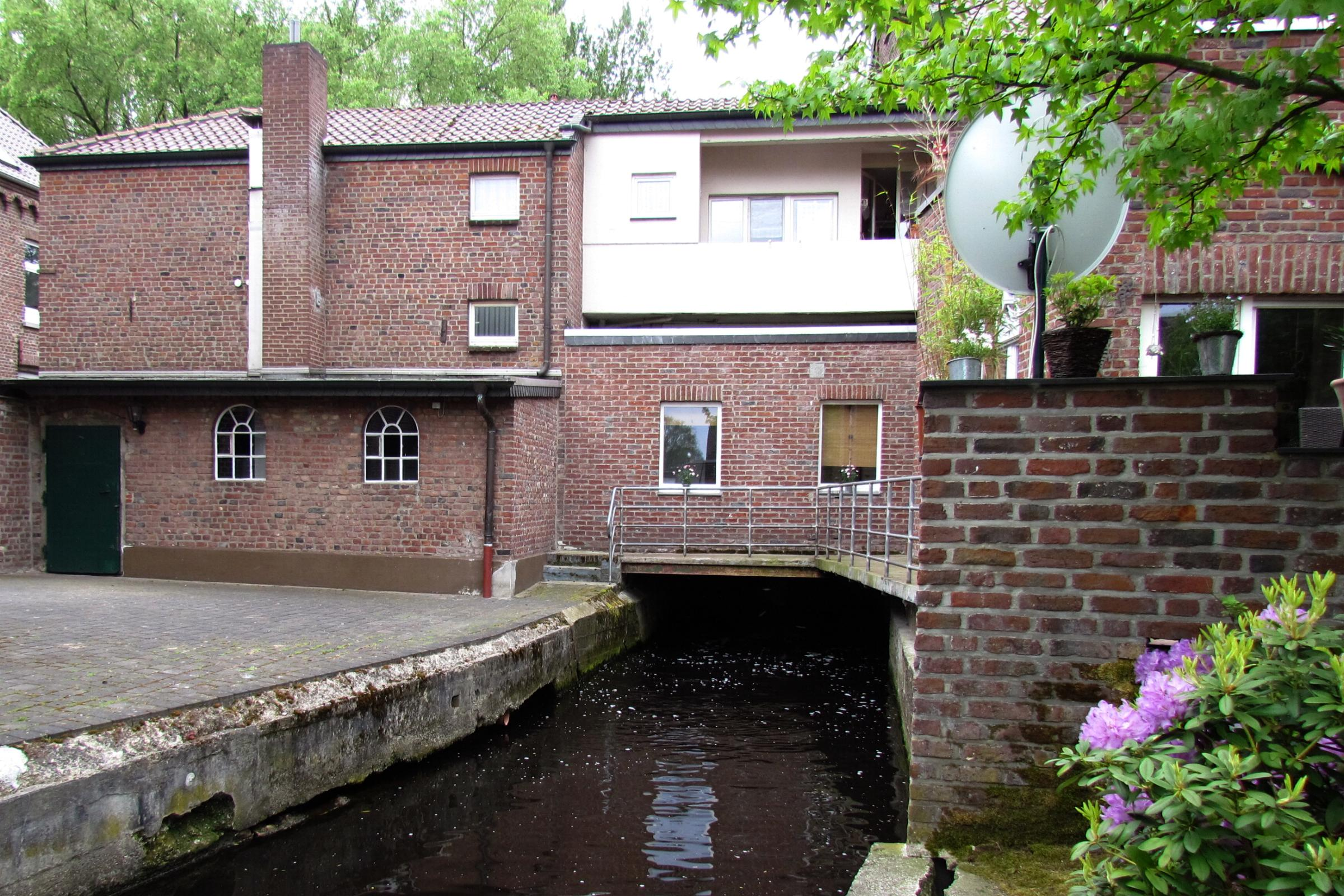
Die Nette unterfließt das Gebäude
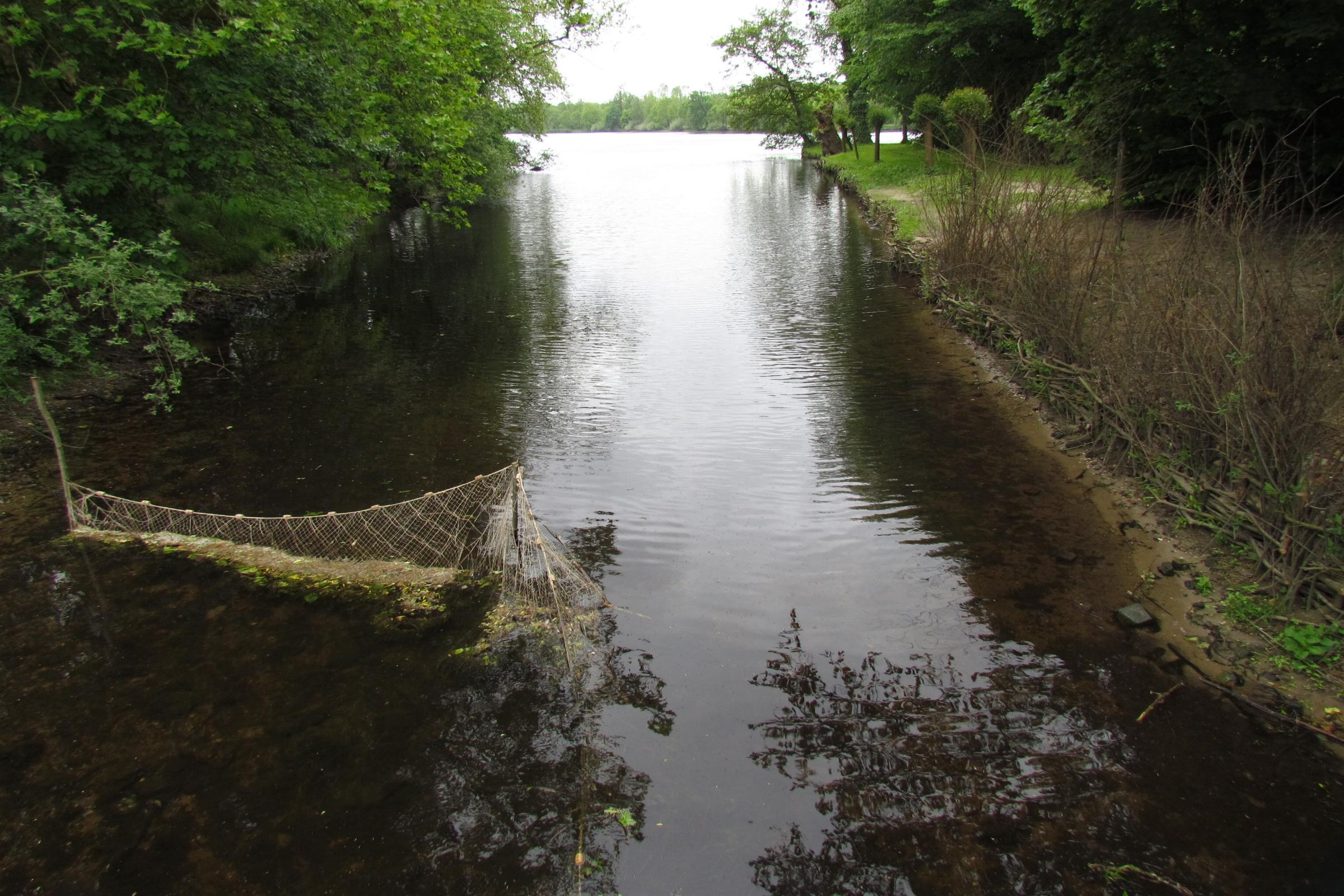
Nettezufluss an der Nelsenmühle
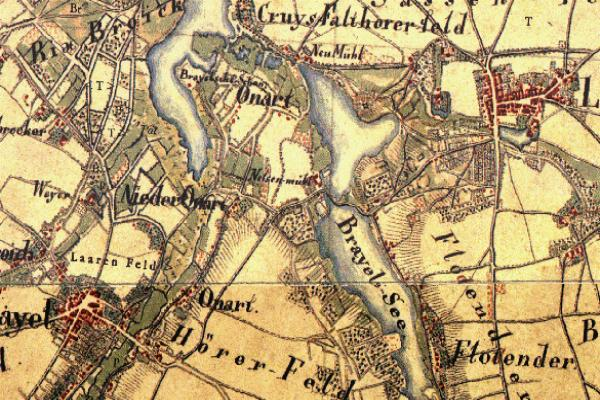
Tranchotkarte Nr. 34 1802/04

## Denkmaleintrag
Mitte 19. Jahrhundert; ehemalige dreiflügelige Mühle, davon erhalten der vordere Winkelbau mit zweigeschossigem Backsteinwohnhaus in vier Achsen mit Rundbogenfenster und -fries; Giebelseite später mit neueren Fenstereinbrüchen, Toreinfahrt verändert, Wirtschaftstrakt 1½-geschossig.
Denkmalliste Nettetal Nr. 161, Eintrag: 16. Februar 1989